# Jean-Marc Andrié
Jean-Marc Andrié (1955. május 16. – 1999. április 9.) francia rali-navigátor.

## Pályafutása
1976 és 1998 között összesen harminckét világbajnoki versenyen navigált.
Jean Ragnotti navigátoraként két futamgyőzelmet is szerzett a világbajnokságon. Kettősük 1981-ben megnyerte a monacói, majd 1982-ben a korzikai versenyt. 
Pályafutása alatt Bruno Saby, Philippe Bugalski, Yves Loubet és Didier Auriol neves versenyzőkkel dolgozott együtt.
Loubet társaként több európa-bajnoki futamgyőzelmet is jegyez. 

### Rali-világbajnoki győzelmei
| #  | Dátum              | Rali             | Versenyző     | Autó            | Összefoglaló |
| -- | ------------------ | ---------------- | ------------- | --------------- | ------------ |
| 1. | 1981. január 24-30 | Monte Carlo-rali | Jean Ragnotti | Renault 5 Turbo | Összefoglaló |
| 2. | 1982. május 6-8    | Korzika-rali     | Jean Ragnotti | Renault 5 Turbo | Összefoglaló |

## Külső hivatkozások
- Profilja a rallybase.nl honlapon